# Harima
Harima (jap. 播磨町 Harima-chō) – miasto w Japonii, na wyspie Honsiu, w prefekturze Hyōgo. Według danych na rok 2020 miejscowość zamieszkiwało 33 604 mieszkańców , a gęstość zaludnienia wyniosła 3680,6 os./km².